# Was ist denn heut bei Findigs los?
Was ist denn heut bei Findigs los? war eine Hörspielserie des Berliner Rundfunks von 1958 bis 1990, deren Themen dem Alltag einer DDR-Familie mit vier Kindern entnommen waren.

## Hintergrund
Die Serie wurde montags bis freitags jeweils von 6:55 bis 7:00 Uhr und sonntags von 10:00 bis 10:30 Uhr gesendet. Die Halbstundensendung hatte dabei eine andere Besetzung als die morgendlichen Sendungen um kurz vor 7. Die Erstsendung wurde 1958 ausgestrahlt, das letzte Mal war die Sendung am 28. September 1990 zu hören. Einer der wechselnden Autoren war Jost Glase. Die Produktion der Hörspielserie erfolgte in den Räumen des Rundfunks der DDR in der Ost-Berliner Nalepastraße. Die Kinder der Findigs wurden gesprochen von Mitgliedern des Sprecherkinderensembles des DDR-Rundfunks, welches seinen Sitz ebenfalls im Funkhaus Nalepastraße hatte. Das Jingle-Intro komponierte Horst Krüger, der in den 1970er Jahren mit einer eigenen Band populär war. Am 13. August 1961, dem Tag des Baubeginns der Berliner Mauer, fiel die Sendung um 10:00 Uhr aus; stattdessen wurden die Erklärungen der Warschauer Vertragsstaaten und die Beschlüsse des Ministerrats der DDR  zur „Sicherung der Staatsgrenze der DDR“ verlesen. 1972 veröffentlichten Richard Hambach und Christel Wenzlaff im Verlag für Lehrmittel ein 16 Seiten umfassendes Bastel- und Leseheft mit dem Titel der Serie.
Im Jahr 2004 wurden einige Folgen im Programm des Berliner Radiosenders Radio Berlin 88,8 wiederholt.

## Hauptpersonen
- Vater und Mutter Findig
- die 12-jährige Tochter Janni
- der 15-jährige Sohn Jockl
- die 9-jährigen Zwillinge Pit und Peggy

## Sprecher (Auswahl)
- Mutter Findig – Ingeborg Chrobok, Roswitha Hirsch
- Vater Findig – Erhard Kiesling, Klaus Manchen, Erhard Köster
- Jockl – Bernd Schulz (erster Jockl Findig), Rüdiger Zeige, Maico Jäniche, Michael Fußy, Andreas Kampa (1977–1980), Torsten Krüger, Christian Joachim Axt, Frank Weingärtner (1985–1987)
- Pit – Jan Bredack, Michael Schmiegel, Michael Fußy, Rainer Kuka, Ilja Schierbaum, Jan Weingärtner (1985–1987), Mirko Elbracht, Peter Miething (1978–1980; sonntags[6])
- Janni – erste Sprecherin unbekannt, Marianne Stanjek, Erika Tschirner (1972–1977), Katrin Gassauer, Franziska Dreves
- Peggy – Tatjana Kuhfeld (ab Ausstrahlung mit den Zwillingen etwa 1960–1965),  Erika Tschirner (1965 – etwa 1972), Sylvana Siegsmund, Maria Aulibauer, Kerstin Rennoch

## Sonstiges
- Auf Jugendradio DT64 lief für längere Zeit die Parodie Die Grindigs – Eine Familie geht ihren eigenen Weg, die ebenfalls täglich im Morgenprogramm zu hören war.

- Der Sozialhistoriker Uwe Spiekermann verweist darauf, dass „Familie Findig“ die im nationalsozialistischen Österreich übliche Variante der Familie Pfundig war – ebenfalls eine Durchschnittsfamilie, in deren Comicstrips, gezeichnet 1940 von Emmerich Huber, in heiterem Ton vorbildliches Verhalten im Zweiten Weltkrieg vorgeführt wurde.[7]